# Liste der Adels- und Patriziergeschlechter namens Görner

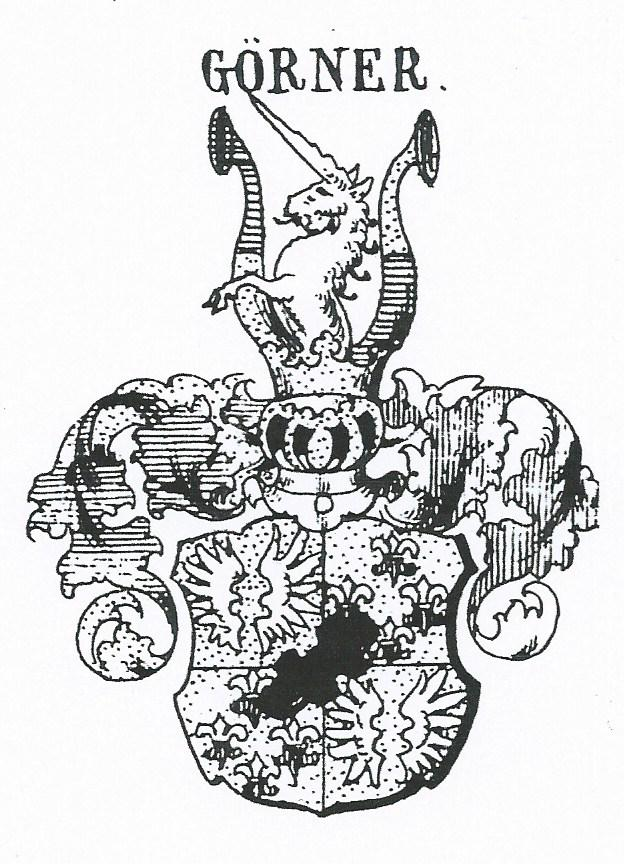
von Görner, Sachsen, Lausitz, Schlesien Breslau

Görner ist der Name von nicht stammverwandten Adels- und Patriziergeschlechtern im deutschen Sprachraum. Die Etymologie leitet den Namen von Gor oder Görn, (eine Höhe) ab.

## Görner, schlesischer Adel
Die von Görner treten 1505 als Brüder Georg, Caspar und Wenzel urkundlich in Neudorf (Steinau) auf. Sie saßen auf Gora oder Guhren im Glogauischen. Sie nahmen nach ihrer Besitzung Gur/Gor den Namen Görner an. Der Familienstamm gehört zu der Familie Stosch von Gor.
Georg August Görner ist am 18. Juli 1697 in den böhmischen Adelstand erhoben worden. Seine Herkunft liegt in Sachsen-Meißen. Seine Mutter, eine Frau von Schönfeld, heiratete einen bürgerlichen Görner. Georg August von Görner war Jurist und kaiserlich königlicher Ober-Fiscal des Herzogtum Schlesien in Breslau. Seine Arbeitsstätte war die Ratskanzlei im Rathaus Breslau.

## Görner, Patrizier in Sachsen

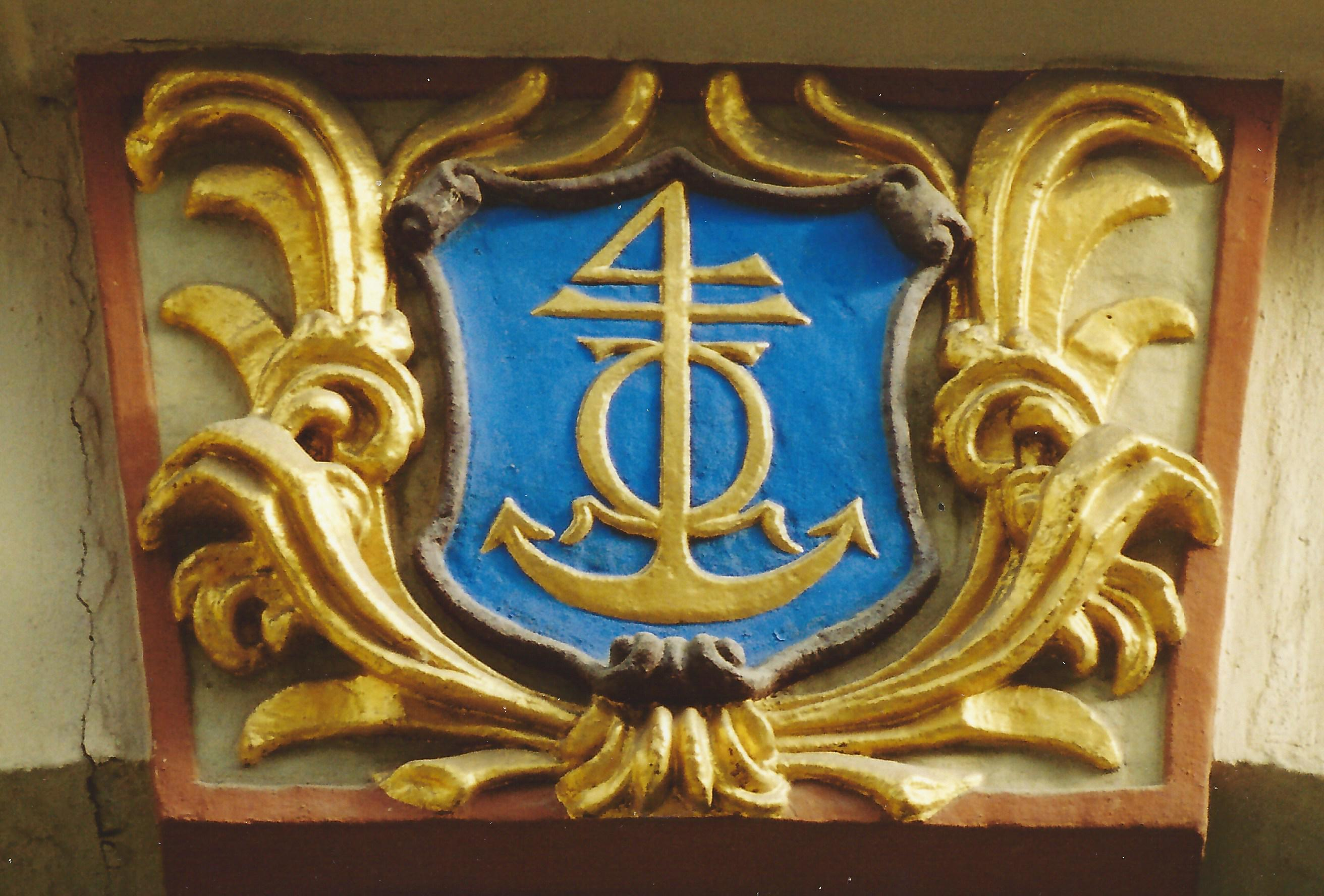
Görner, bürgerliche Überseetuchhändler, Sachsen Löbau

Die Görner waren im 17. Jahrhundert Ärzte und Überseehändler im sächsischen Löbau. Sie betrieben Tuchhandel mit Amerika. Die Familie stammt von Exulanten aus Böhmen ab. An ihrem Haupthaus in Löbau, Rittergasse 6, ist ein 4-ähnliches Merkurzeichen und ein Anker wie ein Wappen eingelassen. Dieses Zeichen steht für Kaufleute als Hauszeichen.